# 金蘭斎
金 蘭斎（こん らんさい、こん の らんさい、慶安3年〈1650年〉 - 享保16年〈1731年〉12月24日）は、江戸時代中期の儒者、老荘思想家。主著に『老子経国字解』。
名は「徳隣」「玄固」、字は「江長」「三允」、通称は「忠祐」、号に「蘭斎」「洛山逸民」など。

## 人物
出羽国（羽後国）久保田藩（現・秋田県）藩医金三室（小鴨三室）の子として生まれる。「金」という姓は、祖先が同国金浦の人だったことに由来する。
17歳のとき、京都で伊藤仁斎らに学ぶ。江戸で入江南溟にも学んだ。故郷での仕官を厭い、京都麩屋町で老荘を講義して清貧に暮らす。80歳ごろ水腫により逝去。五条本覚寺に伊藤東涯書の墓碑がある。
『近世畸人伝』に伝があり、「真の老荘者」とされ、肖像画（後ろ姿）や以下の逸話が載っている。
- 蘭斎は本を持っておらず、受講生が本を買い与えても米に替えてしまった[9]。
- 受講生から贈られた、背に「金蘭斎」と大書された着物を常用していた[9]。
- 講義中に代神楽がやってくると、講義を放棄して童子たちと一緒に追いかけていった[9]。

他にも多くの逸話が伝わる。

## 著作・思想
現存著作に『老子経国字解』と詩文、散佚著作に『退隠草』『異学篇』、同名別人の著作に『教訓春日和』がある。
『老子経国字解』は『老子』の和文注釈書であり、江戸時代の老荘流行の一例とされる。宝暦11年（1761年）旧刻、文化3年（1806年）再版。東涯門人の高志泉溟の序がある。内容は、林希逸『老子鬳齋口義』に依拠しつつ、俚諺を交えた平易な解説、「谷神」の重視、老荘一本説などを特徴とする。仁斎の古義学の実践的学風を継承しているとも言われる。